# Claudius Henricus de Goeje

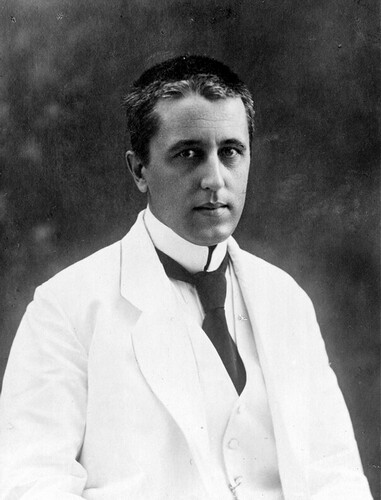
C.H. de Goeje

Claudius Henricus de Goeje (Leiden, 4 mei 1879 – Den Haag, 8 juni 1955) was een Nederlands cartograaf en cultureel antropoloog.
Hij werd geboren als zoon van de oriëntalist en arabist Michael Jan de Goeje die hoogleraar was aan Rijksuniversiteit Leiden. Via zijn militaire dienst bij de Koninklijke Marine kwam hij in 1909 in Nederlands-Indië terecht, waar hij als cartograaf werkzaam was. Later werkte hij in Suriname, hield zich daar in talrijke expedities bezig met topografie en bestudeerde een aantal indianenstammen, onder andere de Warau. In 1937 nam hij deel aan expeditie van vice-admiraal b.d. C.C. Kayser voor het in kaart brengen van de zuidgrens van Suriname. Hij legde een grote verzameling etnografica aan, die zich thans bevindt in het Museum Volkenkunde te Leiden. In 1941 deed hij hierover een belangrijke publicatie het licht zien.
Van 1946 tot 1951 was hij aan de Universiteit Leiden hoogleraar in de taal- en volkenkunde van Suriname en Curaçao. 
In het zuidwesten van Suriname is het De Goejegebergte naar hem vernoemd.

## Publicaties (selectie)

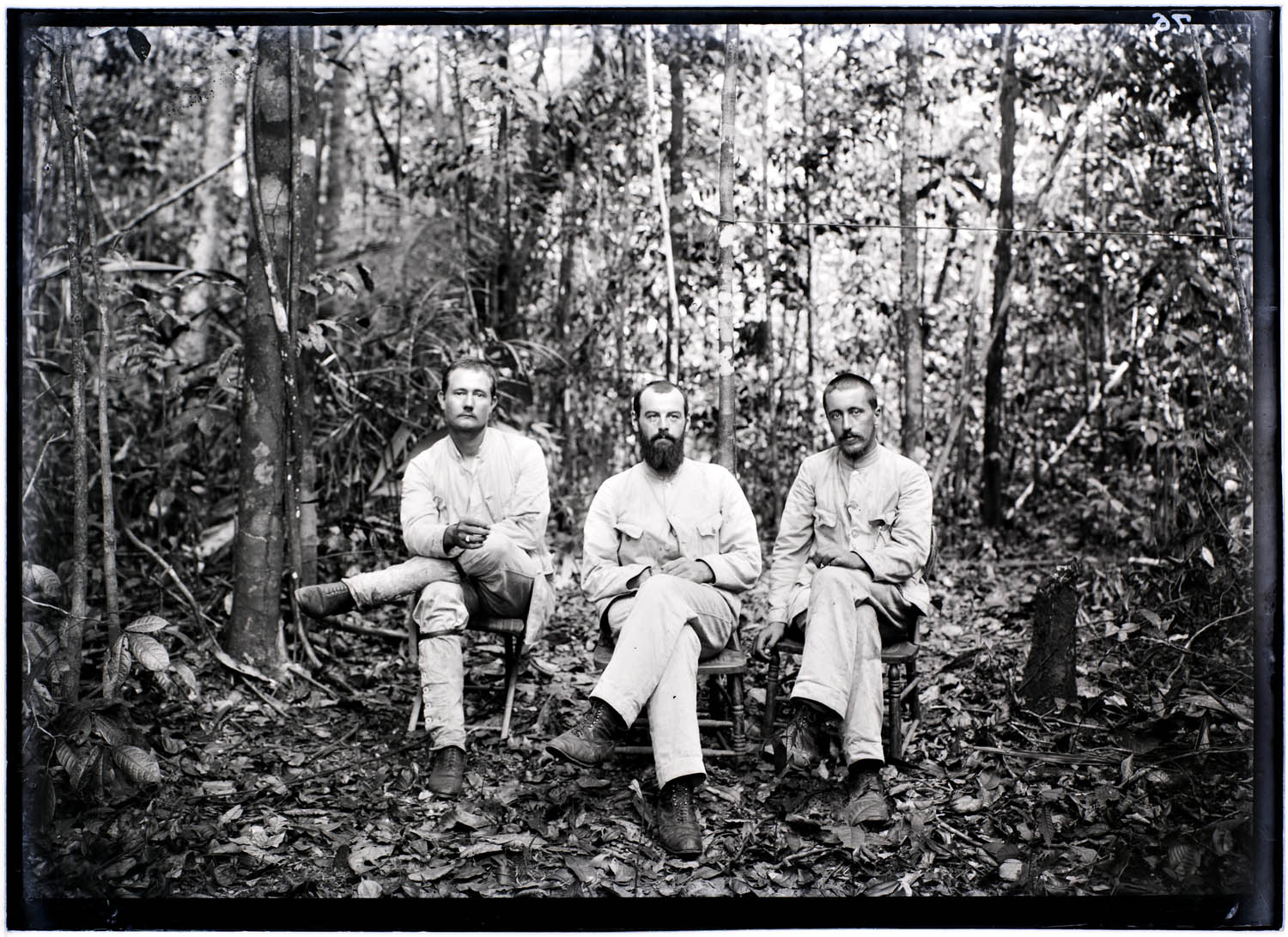
V.l.n.r. Franssen Herderschee, Versteeg en De Goeje (Suriname, 1904)

- Bijdrage tot de ethnographie der Surinaamsche Indianen. Leiden: E.J. Brill, 1906
- "Verslag van de Toemoekhoemak-Expeditie (Tumac-Humac-Expeditie)", in: Tijdschrift van het Koninklijk Nederlandsch Aardrijkskundig Genootschap 1908, p. 945-1234
- The Arawak Language of Guiana. Amsterdam: Koninklijke Akademie van Wetenschappen, 1928
- Zondvloed en zondeval bij de indianen van West-Indië. Amsterdam: Indisch Instituut, Mededeling LXXIX, 1948